# هاتي جونسون
هاتي جونسون (بالإنجليزية: Hattie Johnson)‏ (18 سبتمبر 1981) رامية أولمبية أمريكية حازت على الميدالية البرونزية في دورة الألعاب الأمريكية 2003.

## روابط خارجية
- هاتي جونسون على موقع الاتحاد الدولي (الإنجليزية)
- هاتي جونسون على موقع أوليمبيديا (الإنجليزية)